# 구스타부 쿠스토지우
구스타부 쿠스토지우 두스 산투스(포르투갈어: Gustavo Custódio dos Santos, 1997년 3월 9일 ~ )는 짧게 구스타부(포르투갈어: Gustavo)라 불리는 브라질의 축구 선수로, 포지션은 윙어이다. 현재 대한민국 K리그1 인천 유나이티드 FC 소속이다. K리그 등록명은 구스타보이다.